# Displasia espondiloepifisaria congénita
La displasia espondiloepifisaria congénita (DEEC) también conocido como enfermedad de Spranger-Wiedemann ,es un raro trastorno de los huesos en crecimiento que da lugar a enanismo esquelético típico, y en ocasiones problemas con la visión y la audición. El nombre de la enfermedad indica que afecta a los huesos de la columna vertebral (espóndilo) y a los extremos de los huesos (epífisis), y que está presente desde el nacimiento (congénita). Los signos y síntomas de la displasia espondiloepifisiaria congénita son similares, pero de una manera más suave, que los relacionados con los trastornos del esqueleto acondrogénesis tipo 2 e hipocondrogénesis. DEEC es un subtipo de colagenopatía, de los tipos II y XI.

## Historia
Fue descrita por primera vez por J. Spranger y HR. Wiedemann en 1966 cuando comunicaron seis nuevos casos y resumieron otros catorce de la literatura médica. Más adelante se han comunicado nuevos casos.

## Causas

La Displasia espondiloepifisaria congénita se transmite con un patrón autosómico dominante

Esta enfermedad tiene un patrón de herencia autosómico dominante. DEEC forma parte de los trastornos esqueléticos causados por mutaciones en el gen COL2A1. La proteína producida por este gen forma el colágeno tipo II, una molécula que se encuentra principalmente en el cartílago y en el humor vítreo. El colágeno tipo II es esencial para el desarrollo normal de huesos y otros tejidos conectivos. Las mutaciones en este gen pueden interferir con el montaje de las moléculas de colágeno tipo II, evitando que los huesos se desarrollen correctamente y produciendo los signos y síntomas de esta afección.

## Cuadro clínico
Las personas con DEEC son de corta estatura desde el nacimiento (42 cm de media), con un tronco muy corto en tonel y el pecho en quilla, y con el cuello y miembros también cortos. Sin embargo, sus manos y pies suelen ser de tamaño medio. Este tipo de enanismo se caracteriza por una columna de longitud normal en relación con la longitud del fémur. La altura varía en un rango de 0,77 a 1,21 metros en niños de 10 años, y en los adultos, de 0,90 m a poco menos de 1,40 metros. La cifoescoliosis y la lordosis avanza durante la infancia, pudiendo llegar a causar problemas en la respiración. Las alteraciones de las vértebras cervicales pueden aumentar el riesgo de daño en la médula espinal. Otros signos que pueden estar presentes en esta enfermedad son el aplanamiento congénito de los cuerpos vertebrales (platispondilia), deformidad de la articulación coxofemoral en la que hay una disminución de su ángulo (coxa vara) y pie zambo. La disminución de la movilidad articular y la artritis se desarrollan a menudo en etapas tempranas de la vida.
Diversos textos médicos señalan cambios en los rasgos faciales, aunque no están del todo probados. Algunos bebés nacen con el paladar hendido. A veces está presente una miopía severa, al igual que otros problemas en los ojos que pueden afectar a la visión, tales como desprendimiento de retina. Alrededor de una cuarta parte de las personas con esta afección tienen una pérdida auditiva.